# ユーリ・オレフィレンコ (揚陸艦)
ユーリ・オレフィレンコ（ウクライナ語: Юрій Олефіренко）は、ウクライナ海軍の揚陸艦（タイプ773型、NATOコード：ポルノクヌイC級揚陸艦）。
1971年にソ連海軍に就役し、1994年にウクライナ海軍に移籍した。就役以来、ネミフ海軍基地を拠点として活動していたが、2014年のロシアによるクリミアの併合後はオチャキウを拠点として活動している。

## 艦歴

### ソ連海軍
ポーランドのレモントワ造船所で中型揚陸艦SDK-137として建造された。この艦は1970年12月31日に進水し、1971年5月31日、ドヌズラフのクリミア海軍基地を拠点とするソ連海軍歩兵第39海兵師団 (39-й дивизии морских десантных сил) に配属された。
1973年の第四次中東戦争では、ソ連海軍の地中海部隊として中東地域で行動した。10月16日、SDK-137の砲手だったP.グリネフ曹長は、接近するイスラエル空軍のF-4ファントムII戦闘機を発見し、これを撃墜した。この功績でグリネフ曹長は赤星勲章を授与されたが、イスラエル空軍は同日に損失したF-4IIは無いしている。
1983年、第39海兵師団が新編され、SDK-137は第197揚陸艦旅団の第147中型揚陸艦師団に所属した。

### ウクライナ海軍編入
ソ連崩壊後の1994年4月、SDK-137はウクライナ海軍に編入され、キロヴォフラード州の州都に因みU-401「キロヴォフラード」と命名された。 ウクライナ海軍は、1996年1月10日からキロヴォフラードの運用を開始した。
1998年、第2旅団に組み込まれ、修理のためバラクラヴァ船舶修理工場「メタリスト」に再配備された。一連の国際演習に参加した後、 2001年に中規模のオーバーホールが行われ、2002年2月から運用が再開された。2008年末に、250万フリヴニャをかけて再びオーバーホールが行われた。2010年9月17日、国際演習「インタラクション2010」の演習中に、WM-18多連装ロケットシステムの発射制御装置がロケット砲2発を誤射し、艦内で爆発事故が発生した。船倉と積載していた車両が損傷したほか、消火作業中に4名が負傷し、医療機関で治療を受けた。
2012年にキロヴォフラードは、ウクロボロンプロムのムコライウ造船所に入渠し、艦首扉や揚陸ランプ、ディーゼル発電機を換装した。2013年9月27日、キロヴォフラードはイズマイールに寄港し、地元の祝賀行事に参加した。
2014年3月21日、キロヴォフラードはロシア海軍に拿捕されたが、交渉の結果、4月19日にロシア側がウクライナに返還した。キロヴォフラードはタグボートがオデッサまで曳航した。
2016年7月3日のウクライナ海軍記念日に、キロヴォフラードはペトロ・ポロシェンコ大統領によってユーリ・オレフィレンコに改名された。新たな艦名は、2015年1月16日にテロリスト掃討作戦の指揮中に戦死した第73海軍特殊作戦センター元指揮官ユーリ・オレフィレンコ大佐に因む。

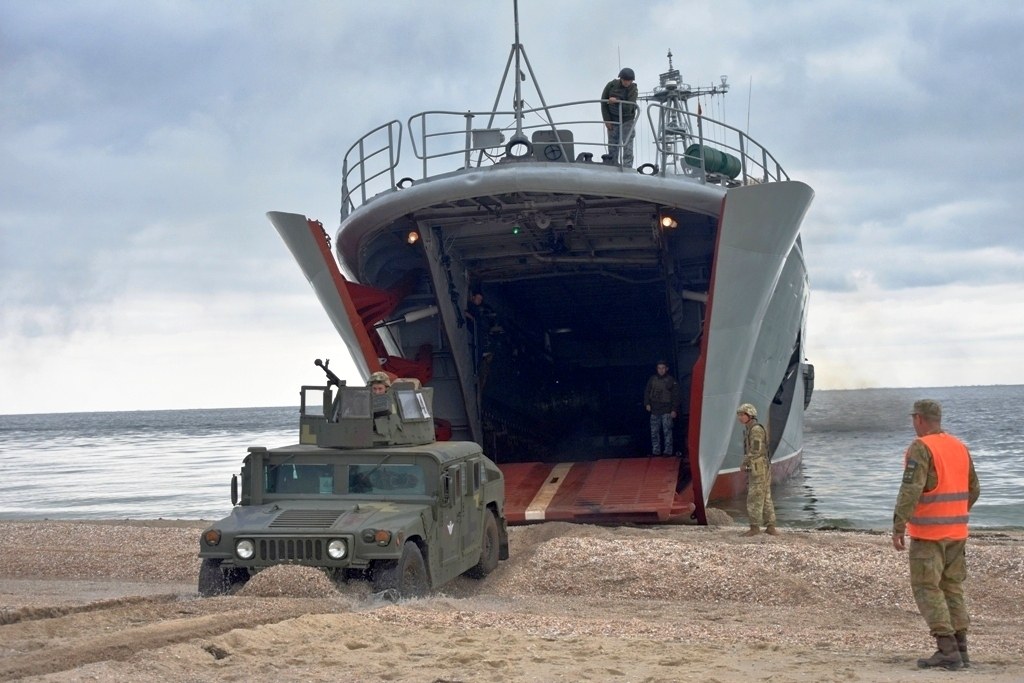
軍事演習「Kozac'ka Volia 2018」でハンヴィーを揚陸するユーリ・オレフィレンコ（2018年9月29日）

2018年5月23日、ユーリ・オレフィレンコは装甲艇アッカーマン、ヴィショロドとともに、ウクライナ海兵隊創設100周年記念式典に参加した。 同時に、シロキン、レベディンスケ、ヴォディアネ、チェルマリク、クリミアの一時占領地との行政境界線上のチョンガル、黒海とアゾフ海の沿岸、およびユーリー・オレフィレンコの船上で、海兵隊員は黒いベレー帽を紺色のベレー帽に取り替えた。
2019年6月7日、ユーリ・オレフィレンコは大規模修理のためにムコライウ造船所に入渠した。船体の外板と構造、エンジンとディーゼル発電機、電気機械部品、プロペラ、操舵システム、錨係留装置、さらに艦橋にあるAK-230や上陸用タラップの修復も行われ、9月上旬には主な機関システムとディーゼル発電機の修理が予定通り完了する予定であった。しかし、システムの1つで問題が発見され追加の作業が必要となったため、修理が完了したのは2020年1月16日のことだった。
2020年、船体と艦底部の取水装置を修復するためにドック修理が行われた。7月1日、再び修理のためにムコライウ造船所に入渠した。ユーリ・オレフィレンコは中型船の修理を専門とする特別な浮きドック（スリップウェイデッキの長さ139.50m、幅24.60m、積載量7,000t）に入渠し、11月30日、修理を終えて任務に復帰した。

### ロシアによるウクライナ侵攻
ロシアのウクライナ侵攻開始後の2022年4月、ロシアのメディアはベルジャーンシクでユーリー・オレフィレンコが再びロシア軍に拿捕され、ノヴォロシースクに移送された可能性があると主張した。しかし6月3日、ロシア側は数隻の民間船舶とユーリ・オレフィレンコを含むウクライナ海軍の艦船が駐留していたオチャキウの港への砲撃の動画を公開した。この動画が正確ならば、ユーリ・オレフィレンコは拿捕されておらず、ロシアの侵攻開始から約100日にわたりウクライナ海軍で運用されていたことになる。この事からDEFENSE EXPRESSは、オチャキウにはウクライナ軍の人質がおり、オチャキウ港は4つの港からの出口であるため、ロシア軍が占領下のヘルソンとの水路を開通するのを妨げていると結論付けた。ウクライナ南部のムイコラーイウ港、ニカテラ港、オルビア港、ヘルソン港が一斉に閉鎖された。
6月23日、ユーリ・オレフィレンコは勇気と勇敢さに対する栄誉賞を受賞した。10月29日には、撮影日は不明だが、WM-18 140mm 18連装ロケット砲で発砲する動画が公開された。
2023年1月の時点で、ウクライナ海軍に残る大形艦はユーリ・オレフィレンコのみとなっていた。3月の時点では、甲板上のWM-18 140mm 18連装ロケット発射機 2基が撤去され、代わりにBM-21 122mm 40連装ロケット砲 1基が設置された。5月31日、ロシア国防省イゴール・コナシェンコフ報道官は、2日前の5月29日にウクライナ海軍最後の軍艦であるユーリ・オレフィレンコを、ロシア航空宇宙軍が「高精度兵器」で「破壊した」と発表したが、ウクライナ海軍は否定した。